# Letting Go (Dutty Love)
«Letting Go (Dutty Love)» es una canción el rapero jamaicano-estadounidense Sean Kingston. Fue producido por Stargate, y cuenta con trinitario nacido artista estadounidense Nicki Minaj. La canción fue originalmente lanzado como el segundo sencillo del tercer álbum de estudio de Kingston, Back 2 Life, pero fue retirado por razones desconocidas. La canción "Te Amo" de Rihanna muestras que también fue producido por el mismo equipo de producción, Stargate. Hasta la fecha ha vendido más de 377,000 copias.

## Video musical
Un video musical para el sencillo fue filmado durante el fin de semana del 17 de junio de 2010 en Jamaica, dirigida por Lil X. [9] Fotos de Kingston y Minaj en el set del video musical se filtró en internet 21 de junio de 2010, [10] un adelanto del video musical fue lanzado el Rap-Up, el 29 de julio. [11] el video musical se estrenó en Twitter 3 de agosto de 2010. [12] el video se desarrolla en un salón de baile en Jamaica con un reparto de bailarines y fuegos respiradores, incluyendo artista estadounidense-jamaiquino Shaggy. A lo largo del video, Kingston y Minaj se ven a cantar en la cámara mientras se baila en la pista de baile y cantando sus versos en un escenario en un micrófono pasado de moda. El video termina con Minaj sopla un beso a la cámara.

## Presentaciones en vivo
Minaj se rapeado su verso en ciertas fechas de su gira Pink Friday Tour. También actuó su parte en Pink Friday: Reloaded Tour.

## Posicionamiento en listas
| Listas (2010)                 | Mejor posición |
| ----------------------------- | -------------- |
| Australian ARIA Singles Chart | 73             |
| Canadá (Canadian Hot 100)     | 35             |
| Italian Airplay Chart         | 96             |
| New Zealand Singles Chart     | 23             |
| US Billboard Hot 100          | 36             |
| US Hot R&B/Hip-Hop Songs      | 51             |
| US Pop Songs                  | 26             |

## Historial de lanzamiento
| País           | Fecha               | Tipo             |
| -------------- | ------------------- | ---------------- |
| Estados Unidos | 28 de junio de 2010 | Rhythmic airplay |
| Estados Unidos | 13 de julio de 2010 | Mainstream       |
| Estados Unidos | 3 de agosto de 2010 | Digital download |